# Rubídium-kromát
A rubídium-kromát a krómsav rubídiumsója, képlete Rb2CrO4.

## Előállítása
Rubídium-karbonát és rubídium-dikromát reakciójával állítható elő:
{\displaystyle \mathrm {Rb_{2}CO_{3}+Rb_{2}Cr_{2}O_{7}\longrightarrow 2\ Rb_{2}CrO_{4}+CO_{2}\uparrow } }
De elő lehet állítani rubídium-karbonát és króm-trioxid reakciójával:
{\displaystyle \mathrm {Rb_{2}CO_{3}+CrO_{3}\longrightarrow Rb_{2}CrO_{4}+CO_{2}\uparrow } }
Vagy rubídium-dikromát és bárium-hidroxid reakciójával:
{\displaystyle \mathrm {Rb_{2}Cr_{2}O_{7}+Ba(OH)_{2}\longrightarrow BaCrO_{4}+Rb_{2}CrO_{4}+H_{2}O} }

## Tulajdonságai
A rubídium-kromát sárga színű szilárd anyag, rombos kristályai vízben jól oldódik. Vízben való oldhatósága növekszik a hőmérséklet növekedésével: 100 g telített oldat 0 °C-on 38,27 g, 25 °C-on 43,265 g rubídium-kromátot tartalmaz.
Kristályszerkezete rombos, tércsoportja Pnam. Rácsállandói: a = 800,1 pm, b = 1072,2 pm és c = 607,4 pm. Elemi cellája négy ionpárt tartalmaz. Izotip a kálium-kromáttal és a kálium-szulfáttal.

## Fordítás
Ez a szócikk részben vagy egészben  a   Rubidiumchromat című német Wikipédia-szócikk ezen változatának fordításán alapul.  Az eredeti cikk szerkesztőit annak laptörténete sorolja fel. Ez a jelzés csupán a megfogalmazás eredetét és a szerzői jogokat jelzi, nem szolgál a cikkben szereplő információk forrásmegjelöléseként.